# Joaquín Edwards Bello
Joaquín Edwards Bello (Valparaíso, 10 de maio de 1887 — Santiago, 19 de fevereiro de 1968) foi um romancista e jornalista chileno.

## Prêmios
Joaquín Edwards Bello ganhou o Prêmio Nacional de Literatura do Chile em 1943.